# بالمودا
بالمودا (انگلیسی: Balmuda) شرکت الکترونیک ژاپنی است، که در سال ۲۰۰۳ تأسیس شد.